# Anna Dorota Chrzanowska
Anna Dorota Chrzanowska (dawniej za prawdziwe uznawano imię Zofia), z domu von Fresen – druga żona kapitana Jana Samuela Chrzanowskiego, wsławiła się bohaterską postawą w czasie obrony Trembowli podczas wojny polsko-tureckiej 1672–1676.

## Życiorys
Gdy szlachta, oblężona przez oddziały wojsk tureckich na zamku trembowelskim nosiła się z zamiarem poddania twierdzy, Chrzanowska uprzedziła o tym męża, co zapobiegło kapitulacji Trembowli. Gdy sam komendant stracił wiarę w sens dalszej obrony, miała zagrozić, że w takim wypadku siebie i jego zabije. Według innych przekazów groziła podpaleniem prochów i wysadzeniem miasta. Podobno sama poprowadziła wycieczkę (zbrojny wypad) obrońców na szańce tureckie.

## Upamiętnienie
Na pamiątkę stworzono jej w XVII wieku w Trembowli pomnik, który ustawiono na pagórku poza zamkiem. Pierwotny nie istnieje.
W XX wieku Rada gminy postanowiła uczcić Zofię Chrzanowską nowym pomnikiem. Autorem był trembowelski rzeźbiarz Jan Bochenek. Pomnik przedstawiał kobietę o zdecydowanym, a jednocześnie błagalnym wyrazie twarzy, jedną ręką trzymającą nóż, a drugą – wskazującą na miasto. Pomnik był ozdobą miasta w okresie II Rzeczypospolitej. Został jednak zniszczony w 1944. W 1982 uporządkowano cokół pomnika i wmurowano nową płytę w miejsce zniszczonej. Na cokole ustawiono symboliczną wazę. Na początku lipca 2012 cokół został odnowiony i ustawiono nową figurę (autor - Roman Wilhuszynśkyj).
Ustanowiono patronat XLIII Liceum Ogólnokształcącego im. Zofii Chrzanowskiej w Krakowie.

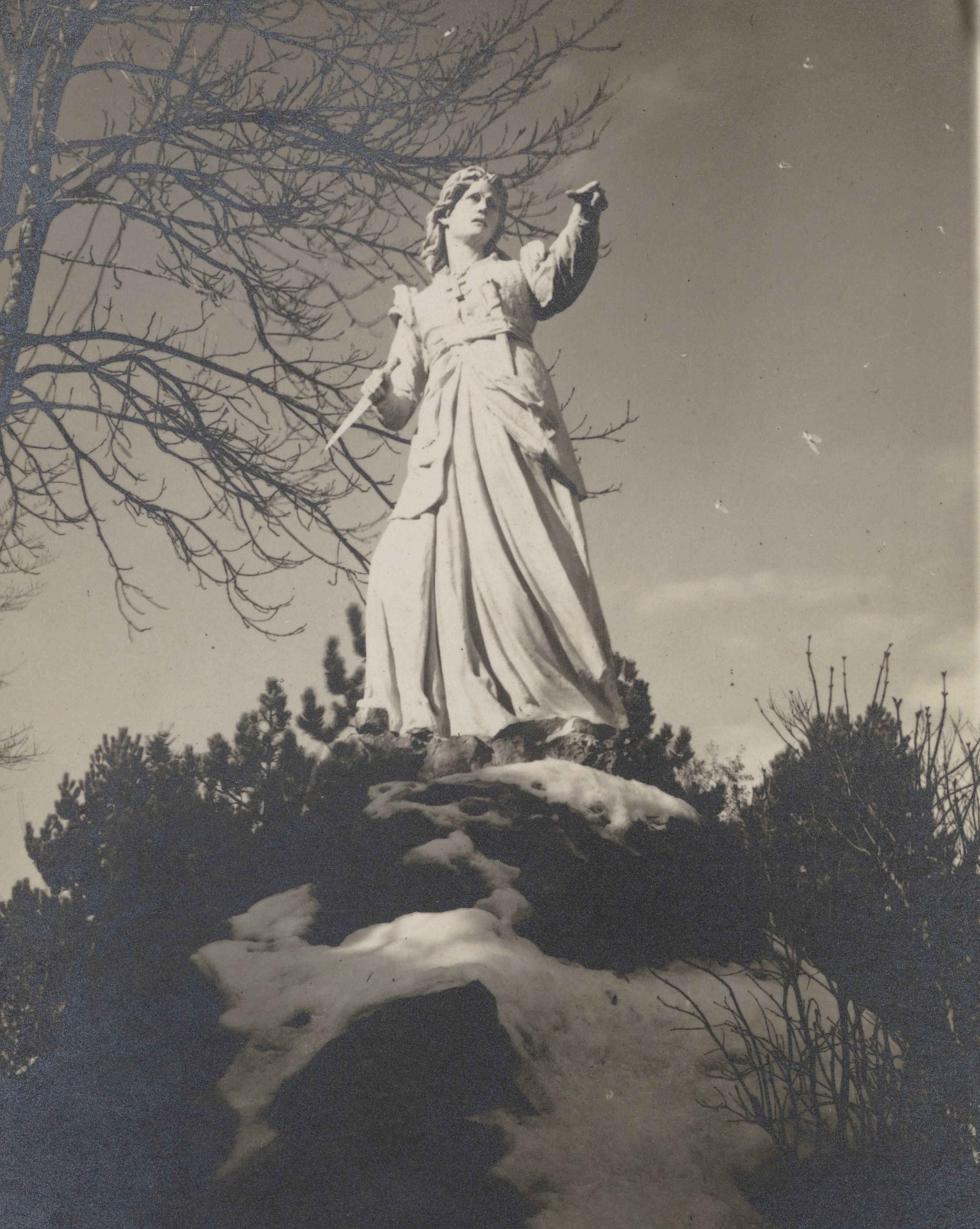
Pomnik przed 1939
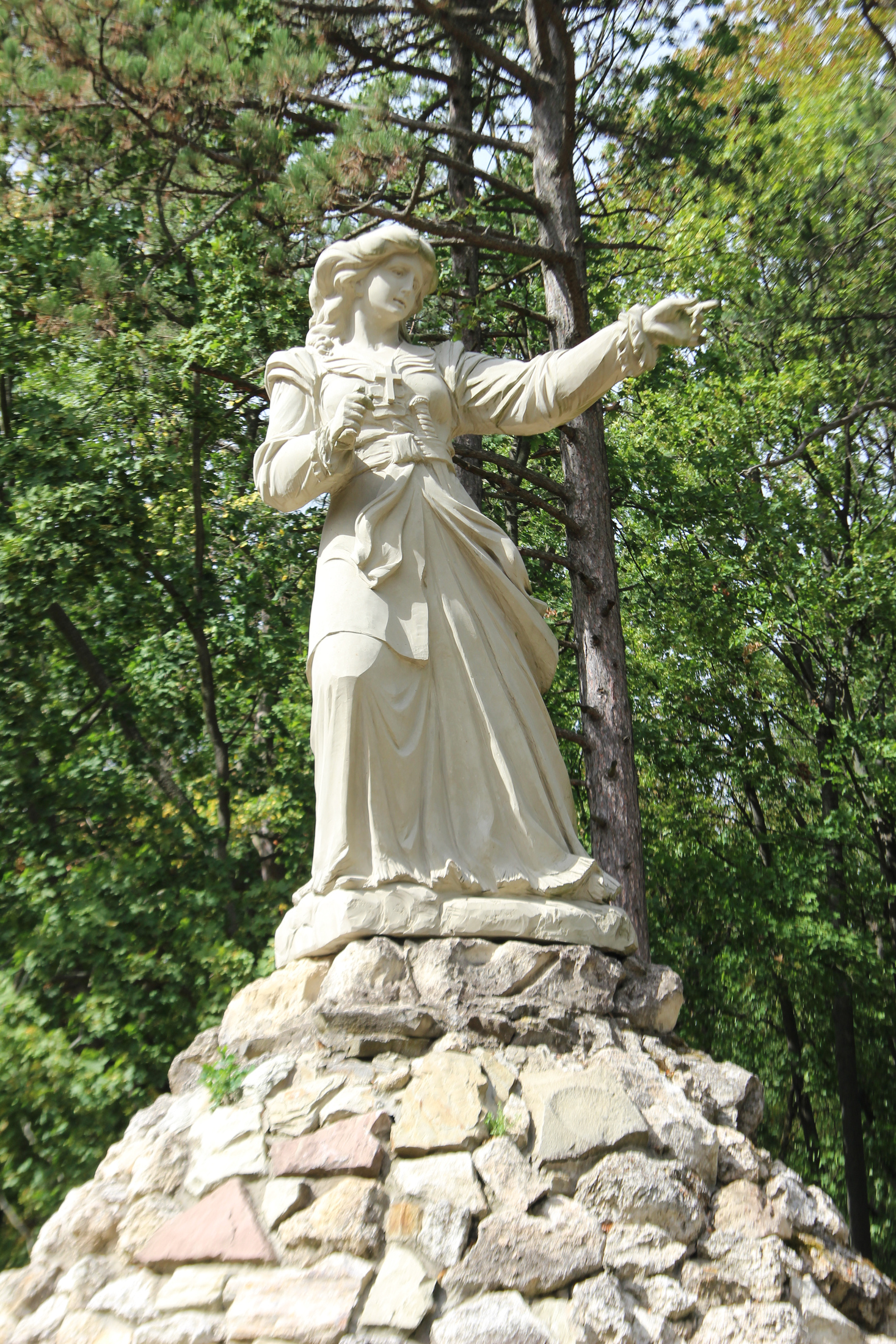
Pomnik z 2012
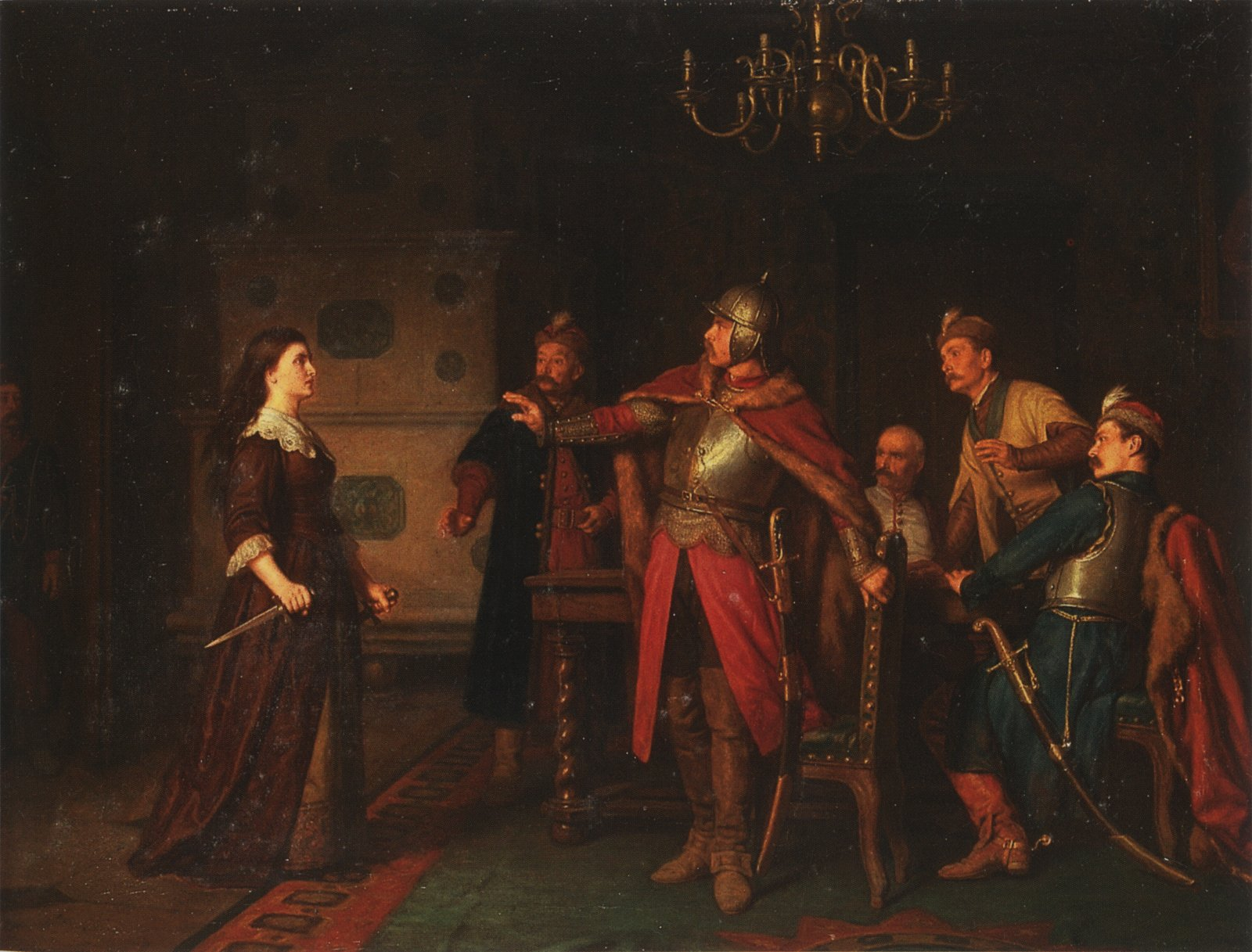
Anna Dorota Chrzanowska na zamku w Trembowli – obraz Leopolda Löfflera
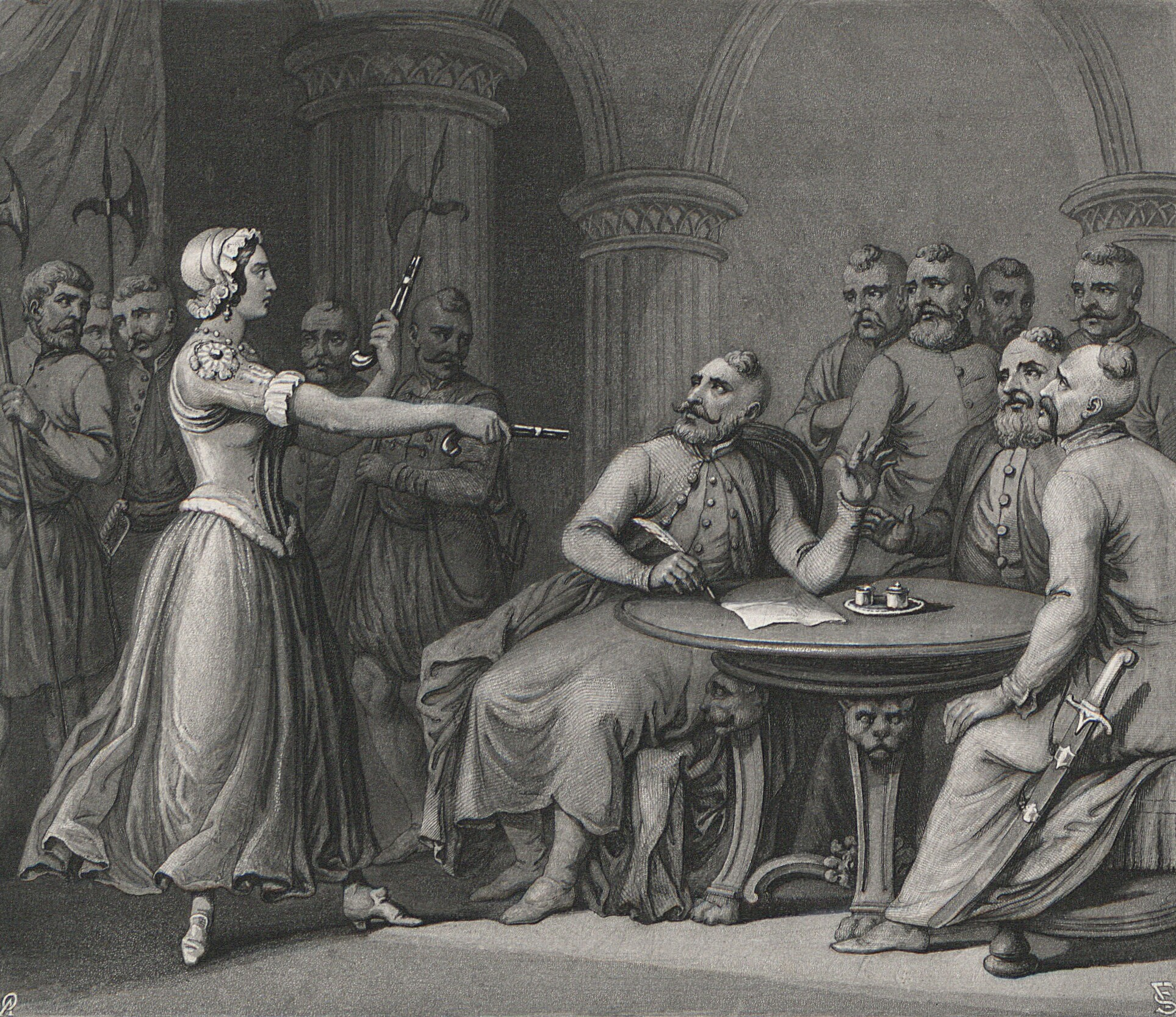
„Czy bohaterski Chrzanowskiej”, Antoni Oleszczyński, 1849